# Призрака на Ляно Естакадо
„Призрака на Ляно Естакадо“ (на немски: Der Geist des Llano Estacado) е роман от 1888 г. на немския автор Карл Май, продължение на творбата му „Синът на ловеца на мечки“, издаден една година по-рано.

## Сюжет
Хобъл Франк и чернокожият Боб пътуват към Хелмърс Хоум, за да купят бойни снаряжения. По пътя се натъкват на Блъди Фокс – саможиво момче, отгледано от съдържателя на ранчото Джон Хелмърс. Младежът придружава страниците до стария собственик, където са приети гостоприемно. Към компанията се присъединява пътуващият фокусник Джъгъл Фред. Фред има задачата да прекара група богати американци през близката пустиня Ляно Естакадо, за да търсят диаманти отвън нея. Двама новопристигнали непознати – мормонски проповедник, който Боб твърди, че е престъпника Уелър, и мексиканец започват да кроят планове как да ограбят янките. Фокс разпознава в мексиканеца един от Лешоядите на Ляно – банда жестоки престъпници убиващи и ограбващи в Ляно Естакадо, и го застрелва в дуел.
През това време Дългия Дейв и Дебелия Джим наближават Ляно Естакадо. Двамата виждат група мъже, водени от адвоката Лийдър, обиколили скалпиран и обезобразен труп. Мъртвецът е бил част от Лешоядите на Ляно, убит от двама индианци.

## Персонажи
- Блъди Фокс – саможив младеж, осиновен от Джон Хелмърс. Скиталец, който дири отмъщение за своите родители – убити от престъпници в Ляно Естакадо. Има загоряло и грубо лице, по чието чело се спуска кървавочервен белег, широк два пръста.
- Хобъл Франк – дребен и слаботелесен бял немец. Носи протъркан фрак и дамска шапка за езда. Бил е помощник-лесничей в Морицбург, край Дрезден. Въпреки немския си произход има добър и гладък английски език.
- Дейвид Кронърс – познат още като Дългия Дейв, е американски трапер, неразделен приятел с Дебелия Джими. Висок и кльощав. Носи се с вехти и тесни за него дрехи. Язди старо и ниско прегърбено муле.
- Якоб Пфеферкорн – познат още като Дебелия Джими, а немски трапер, неразделен приятел с Дългия Дейв. Дебел и нисък. Носи изпокъсани и твърди дълги за него дрехи. Язди висока и едрококалеста кранта.
- Джон Хелмърс – немец, съдържател на фермата Хелмърс Хоум и магазинер. Хелмърс е честолюбив старец, който не понася негодниците и ги държи далеч от своя дом. В същото време е гостоприемен към честните хора.
- Боб – висок и едър чернокож американец, другар на Хобъл Франк. Познат още като Слайдинг Боб. Изключително суетен и самохвален. Говори на развален английски. Обръща се към Франк с „маса“, а към себе си с „масер“.
- Джигъл Фред – скаут и пътуващ фокусник. Приятел на Хелмърс, който често посещава ранчото му. Представлява странни с гърбава фигула, обезобразено от лявата страна лице и очи с различен цвят – лявото синьо, а дясното черно.
- Уелър/Тобиас Прайзегот Бъртън – престъпник, преоблечен като мормонски мисионер. Висок и мършаво лице. Носи клак.
- Г-н Лийдър – дързък и всезнаещ адвокат, който не понася немците.
- Барбара – съпруга на Джон Хелмърс.

## Издания на бълг. ез.
- 1984, Варна, Изд. „Георги Бакалов“, с илюстрации на Любен Зидаров, меки корици.[1]
- 1992, Варна, Идз. „Андина“, меки корици.
- 1993, София, Изд. „Отечество“, Карл Май Том 12 – Избрани произведения, Сред лешоядите (заедно със „Синът на ловеца на мечки“), твърди корици.[2]
- 2001, София, Изд. „Пан“, Поредица „Вечните детски романи“, меки корици.